# Robert Reed (biskup)
Robert Philip Reed (ur. 11 czerwca 1959 w Bostonie) – amerykański duchowny katolicki, biskup pomocniczy Bostonu od 2016.

## Życiorys
Święcenia kapłańskie otrzymał w dniu 6 lipca 1985 i uzyskał inkardynację do archidiecezji bostońskiej. Pracował głównie jako duszpasterz parafialny. W latach 1993–1998 kierował działalnością archidiecezjalnej rozgłośni radiowradiowej, a w latach 2005–2016 był dyrektorem stacji telewizyjnej Catholic TV.
3 czerwca 2016 papież Franciszek mianował go biskupem pomocniczym Bostonu ze stolicą tytularną Sufar. Sakry udzielił mu 24 sierpnia 2016 kardynał Seán O’Malley.